# Paston, Cambridgeshire
Paston är en stadsdel i Peterborough, i unparished area Peterborough, i distriktet Peterborough, i grevskapet Cambridgeshire i England. Paston var en civil parish fram till 1929 när blev den en del av Peterborough. Civil parish hade 182 invånare år 1921.